# Hasmonea Kowel
Hasmonea Kowel (hebr.: מועדון הכדורגל ג'ורדן סטאַניסלעװ, Moadon HaKaduregel Hasmonea Kawela) – żydowski klub piłkarski z siedzibą w mieście Kowel (obecnie na Ukrainie), działający w latach 1928–1939.

## Historia
Chronologia nazw:
- 1928: Ż.K.S. Hasmonea Kowel
- 1939: klub rozwiązano

Żydowski Klub Sportowy Hasmonea został założony w Kowlu w latach 20. XX wieku w lonie Żydowskiego towarzystwa gimnastycznego "Hasmonea". W 1928 roku drużyna zadebiutowała w rozgrywkach Klasy B podokręgu Wołyń Lwowskiego OZPN, zajmując trzecie miejsce. Już w następnym sezonie 1929 zespół zwyciężył najpierw w grupie drugiej Klasy B Wołyńskiego Autonomicznego Podokręgu Piłki Nożnej (APPN), a potem w finale pokonał mistrza grupy pierwszej – Hakoach Dubno, i awansował do Klasy A. W 1930 zadebiutował w inauguracyjnych mistrzostwach Wołyńskiego ZOPN, zajmując ostatnie 6.miejsce, ale w 1931 roku nadal grała w klasie A. W sezonie 1931 drużyna rozegrała wszystkie zaplanowane mecze u siebie wykazując się zdyscyplinowaniem, nie stawiła się natomiast na trzy ostatnie wyjazdowe mecze. Mimo tego, została sklasyfikowana na ostatniej piątej pozycji w podsumowującej tabeli ligowej. W 1932 zdobyła na swoim boisku pięć zwycięstw, ale na wyjeździe przegrywała wynikiem 0:5, 0:7, a nawet 0:10, mając końcowy bilans bramek 14-43 w 14 meczach, plasując na przedostatnim 7.miejscu. W 1933 roku rozgrywki wśród najlepszych wołyńskich drużyn zostały przeprowadzone w dwóch rundach – mecze we wstępnych grupach, na podstawie których utworzono grupę drużyn walczących o tytuł mistrza (1–4 miejsca) oraz grupę, która walczyła o to, żeby pozostać w klasie (5–9 miejsca). Zespół jednak nie zakwalifikował się do grupy mistrzowskiej i walczył potem w grupie o utrzymanie w Klasie A. W 1934 roku został sklasyfikowany na 7.lokacie. W 1935 roku klub wycofał się z mistrzostw wznak protestu przeciwko decyzji zarządu Wołyńskiego Związku Piłki Nożnej, który odmówił rejestracji nowego bramkarza klubu Konstantego Jankowskiego, który właśnie wrócił do rodzinnego miasta z Lublina, gdzie służył w wojsku i jednocześnie grał w klubie 7 Pułku Piechoty. Dodamy, że lubelski OZPN zezwolił na rejestrację zawodnika. Dotychczasowy bramkarz Hasmonei przeniósł się do klubu Strzelec z Janowej Doliny. Zamiast brać udział w kolejnych mistrzostwach, drużyna udała się do Kamienia Koszyrskiego, gdzie pokonała 4:2 miejscowy Klub Sportowy Urzędniczy, który został członkiem Wołyńskiego OZPN dopiero w następnym roku. Sezon 1936 był krótki, ale klub razem z innym kowelski klubem - Strzelec Kowel, nie uczestniczył w oficjalnym sezonie ze względu na przebudowę jedynego w mieście stadionu należącego KPW. Jesienią 1936, osiem najlepszych klubów rozpoczęło rozgrywki w Lidze Wołyńskiego OZPN. Drużyny z Kowla – Hasmonea i Strzelec dołączyły do Klasy A (II poziom). Zespół nie udało się awansować do Ligi Okręgowej. W sezonie 1937/38 również nie zdołał awansować, jak i w 1938/39.
We wrześniu 1939, kiedy wybuchła II wojna światowa, klub przestał istnieć.

## Sukcesy
- Klasa B Mistrzostw Wołyńskiego APPN:
  - mistrz (1x): 1929